# Кримінальне чтиво
«Криміна́льне чти́во» (англ. Pulp Fiction) — культовий художній фільм 1994 року виробництва США, одна з найвідоміших робіт режисера Квентіна Тарантіно. Картина вважається важливою віхою в історії кінематографа, що дала відчутний імпульс розвитку незалежного американського кіно.
Фільм описує два дні з життя низки американських злочинців. Найнесподіванішим чином їхні долі перетинаються, приводячи одних до загибелі, інших до втечі, а декого до переосмислення свого життя та повернення до чесної роботи. Оригінальна назва фільму відсилає до дешевих палп-журналів, які часто публікували низькопробні детективи.
У головних ролях: Джон Траволта, Семюел Лірой Джексон, Ума Турман, Брюс Вілліс, Гарві Кейтель, Тім Рот, Аманда Пламмер та Вінг Реймс.
Станом на 1 березня 2024 року фільм займає 8-у позицію у списку 250 найкращих фільмів за версією IMDb.

## Сюжет
Пара дрібних грабіжників, Рінґо та Йоланда, що звуть одне одного «Гарбузик» (Pumpkin) та «Милий кролик» (Honey Bunny), за чашкою кави обговорюють можливість пограбувати відвідувачів і касу забігайлівки, в якій вони перебувають. Наважившись, вони вихоплюють пістолети.
Дія переноситься в інше місце на добу в минуле. Вінсент Вега і Джулс Вінфілд, бандити на службі у Марселласа Воллеса, повинні забрати валізу свого боса у Бретта і його компаньйонів, мабуть, як відшкодування за недотримання угоди. Дорогою вони обговорюють дане Воллесом Вінсенту доручення «вигуляти» ввечері того ж дня Мію Воллес, дружину боса. Вінсент розповідає про своє життя в Європі, звідки нещодавно повернувся. Триває відомий діалог про «Quarter Pounder» (укр. «Чверть фунтовий»), сендвіч з McDonald's, який в Європі через метричну систему називають «Royal with Cheese» (укр. «Королівський з сиром»), з чого герої починають сміятися. Діставшись квартири Бреда, після нетривалого діалогу і цитування спотвореного уривка 25:17 з проповідей пророка Єзекіїля, Джулс і Вінсент вбивають наляканого Бреда і одного з його компаньйонів.
Джулс і Вінсент повертаються до Воллеса. Перед тим, як прийняти Вінсента, Воллес обговорює з боксером Бутчем Кулліджом деталі майбутнього договірного бою, який Бутч повинен буде програти, і передає йому гроші. Вінсент насміхається з Бутча, між ними відбувається сутичка. Бутч бачить, що Вінсент — наближений Марселласа Воллеса і вирішує їм на зло виграти бій.
Вінсент купує у свого старого наркоділка Ленса пакет героїну, робить собі внутрішньовенну ін'єкцію і вирушає за Мією Воллес. Вони їдуть в ресторан «Джек Реббіт Слімс», в туалеті якого Мія нюхає кокаїн, після чого вони з Вінсентом виконують твіст під сингл Чака Беррі «You Never Can Tell» і «виграють» головний приз. Вінсент відвозить Мію додому, де вона, помилково вважаючи його пакет героїну за кокаїн, отримує передозування (Вінсент раніше жив у Амстердамі, де героїн фасують в кульки, а в США так фасують кокаїн).
Побоюючись гніву Воллеса, Вінсент відвозить Мію до Ленса, де, дотримуючись інструкцій з посібника для медсестер, намагається повернути бездиханну жінку до життя з допомогою прямої ін'єкції адреналіну в серце. Мія тут же отямлюється, після чого Вінсент відвозить її додому. Домовившись, що Марселлас нічого не дізнається про цю ситуацію, вони вирушають у своїх справах.
Історія професійного боксера Бутча Кулліджа починається з його сну-спомину про дитинство, в якому армійський товариш його батька — капітан Кунц, передає йому фамільну реліквію його сім'ї — золотий годинник. Під час тривалого монологу з'ясовується, що, перебуваючи у в'єтнамському полоні, батько Бутча п'ять років ховав годинник «у себе в дупі», щоб його не відібрали. А після його смерті Кунц його переховував у своїй ще два роки.
Прокинувшись, Бутч постає перед необхідністю брати участь у договірному матчі, за програш в якому йому заплатив Марселлас Воллес. Однак, пам'ятаючи вчорашню образу, Бутч порушує домовленість, поставивши через довіреного букмекера отримані від Воллеса гроші на себе, нокаутує суперника (згодом з'ясовується, що насмерть; сам бій не показаний) і втікає на таксі, де розповідає дівчині-водійці за цигарку про свої відчуття від смерті людини від його рук. Бутч не вважає себе вбивцею, оскільки він просто бився на рингу і не збирався нікого вбивати.
У готелі на нього чекає подруга, Фабіан, яка повинна була зібрати речі з вийнятої квартири. Вранці другого дня з'ясовується, що вона в поспіху забула фамільний золотий годинник Бутча, і йому доводиться повернутися за ним на машині Фабіан. Він обережно проникає у квартиру, хоча й побоюється помсти Воллеса й очікує там засідки. Нікого там не виявивши, забирає годинник і, вже заспокоївшись, береться готувати собі тости для сніданку. Несподівано він розуміє, що заспокоївся зарано, — на столі в кухні лежить пістолет-кулемет Ingram MAC-10 з глушником, який посланий його вбити Вінсент лишив там, поки пішов у туалет. Бутч бере зброю і щойно Вінсент виходить з туалету, цілиться в нього. Нерухома німа сцена триває кілька секунд, коли раптове клацання тостера призводить до миттєвої розв'язки: Бутч рефлекторно випускає в нього довгу чергу та, спантеличений таким поворотом, забуває стерти свої відбитки пальців зі зброї.
Бутч полишає квартиру і вирушає на машині Фабіан до готелю. Зупинившись на червоне світло в хорошому настрої, він несподівано бачить Марселласа, який, переходячи дорогу, помічає Бутча в машині. В паніці Бутч різко тисне на газ, збиває Воллеса автомобілем і, вискочивши на перехрестя на червоне світло, потрапляє у ДТП. Отямившись, розлючений Марселлас вихоплює пістолет і починає стріляти в Бутча, поранивши випадкову перехожу. Бутч, приголомшений аварією, ледве тікає.
На безлюдній вуличці Бутч заскакує в ломбард, підстерігає Воллеса, збиває з ніг і відбирає пістолет. Господар ломбарду Мейнард дістає рушницю і вгамовує ударом прикладу агресивного Бутча, вже готового пристрелити Марселласа прямо на місці. Поки Марселлас і Бутч непритомні, Мейнард зв'язує їх і викликає свого знайомого, рейнджера Зеда. Зв'язані Марселас і Бутч опиняються в кріслах, їхні роти заткнуті кляпами, в той час як Зед не поспішає проводити затримання. Марселлас і Бутч здивовано переглядаються.
Вони виявилися в підвалі у садистів-збоченців. Мейнард і Зед обирають собі першу жертву, якою за підсумком простої лічилки опиняється Марселлас. Поки вони за зачиненими дверима ґвалтують Марселласа, Бутчу вдається вирватися, приголомшивши охоронця-мазохіста. Діставшись до виходу, він раптом зупиняється, до нього долинають крики Марселласа. Ситуація нагадує Бутчу про перебування його батька в полоні, тож Бутч, повагавшись, все ж наважується допомогти. Він обирає собі зброю — спочатку бере до рук молоток, потім бейсбольну битку і, нарешті, бензопилку. У цей момент він бачить закріплену на стіні катану, бере її та, спустившись у підвал, вбиває нею Мейнарда, що спостерігає за зґвалтуванням. Далі, Бутч пропонує Зеду взяти зі столу пістолет. За спиною Бутча Воллес звільняється від пут, встає і, взявши до рук рушницю Мейнарда, стріляє Зеду просто в пах. До межі принижений і ображений, Марселлас обіцяє Зеду страшну помсту. Переляканий Бутч запитує у Марселласа «щодо їхньої спільної справи». Марселлас без зайвих слів повідомляє Бутчу, що більше немає у них жодної «спільної справи» за дотримання Бутчем двох умов: він повинен мовчати про подію в підвалі та назавжди залишити Лос-Анджелес.
Вийшовши на вулицю, Бутч бачить химерний чоппер, що стоїть перед ломбардом. Поглянувши на брелок із ключами, виконаний у формі літери Z (що означає «Зед»), Бутч розуміє, хто є господарем мотоцикла, і викрадає чоппер, вважаючи, що Зеду він більше ніколи не знадобиться. Повернувшись в готель до Фабіан, він квапить її, сам дивуючись тому, як багато може трапитися з людиною всього за кілька годин. Навіть не взявши з собою жодних речей, Бутч і Фабіан поспіхом виїжджають на чоппері Зеда.
Дія переноситься трохи раніше, коли Джулс і Вінсент забирали валізу. Несподівано з-за зачинених дверей вискакує ще один компаньйон Бреда і практично впритул розряджає свій револьвер у Джулса і Вінсента; але, на подив усіх присутніх, жодна із шести куль не влучає в ціль. Перезирнувшись, бандити вбивають невдалого стрільця, потім разом з Марвіном (одним із приятелів Бретта, який залишився живим), забравши валізу Воллеса, полишають місце злочину.
Джулс сприймає свій дивовижний порятунок як божественний знак і вирішує порвати зі злочинним світом. Дорогою до Воллеса Вінсент, не поставивши пістолет на запобіжник, випадково стріляє Марвіну в голову. Шматочки мозку та уламки черепа Марвіна розлітаються на весь салон всередині машини. Намагаючись якомога швидше сховатися, Джулс веде автомобіль в гараж до свого приятеля Джиммі. Проблема посилюється тим, що з нічного чергування скоро має прийти дружина Джиммі Бонні, яка працює медсестрою, і, за словами Джиммі, якщо вона побачить труп у гаражі свого будинку, то подасть на розлучення.
Для вирішення ситуації Марселлас Воллес посилає містера Вульфа, «Людину, яка розв'язує проблеми». Під його керівництвом Джулс і Вінсент вичищають салон і самих себе та відвозять автомобіль з трупом Марвіна в багажнику на автозвалище Монстра Джо, який, за словами містера Вульфа «співчуває цій проблемі» і допоможе позбутися трупа. Доставивши машину на звалище, містер Вульф залишає сцену в компанії Ракіль — дочки Монстра Джо, а Джулс і Вінсент зранку другого дня вирушають поснідати в забігайлівці, куди приходять і Рінґо та Йоланда.
Там Джулс і Вінсент обговорюють бажання Джулса піти з кримінального світу. Вінсент йде в туалет, коли Рінґо починає грабунок і намагається забрати у Джулса валізу Воллеса та гаманець. Той перехоплює ініціативу і бере його на мушку. Йоланда бере на приціл Джулса, Вінсент після повернення — Йоланду. Джулс, який незадовго до цього повідомив Вінсенту про свій намір залишити кримінал, ледве утримується від насильства. Він забирає у Рінґо свій гаманець, але віддає йому гроші, а потім дає йому та Йоланді піти з награбованим. Валізу з таємничим умістом, однак, він залишає собі. Вінсент же, за хронологією, вирушає убити Бутча, при виконанні чого безглуздо гине.

## Склад акторів
| Актор             | Роль            |
| ----------------- | --------------- |
| Джон Траволта     | Вінсент Вега    |
| Семюел Л. Джексон | Джулс Вінфілд   |
| Ума Турман        | Міа Волес       |
| Брюс Вілліс       | Бутч Кулідж     |
| Гарві Кейтель     | Вінстон Вулф    |
| Вінг Реймс        | Марселлас Волес |
| Тім Рот           | «Гарбузик»      |
| Аманда Пламмер    | «Милий кролик»  |
| Марія де Медейруш | Фаб'єн          |
| Крістофер Вокен   | капітан Кунс    |

| Актор             | Роль                           |
| ----------------- | ------------------------------ |
| Ерік Штольц       | Ленс                           |
| Розанна Аркетт    | Джоді                          |
| Пітер Грін        | Зед                            |
| Френк Вейлі       | Бретт                          |
| Двейн Вітакер     | Мейнард                        |
| Філ Ламарр        | Марвін                         |
| Анджела Джонс     | Есмарельда                     |
| Квентін Тарантіно | Джиммі Джиммік                 |
| Стів Бушемі       | офіціант в образі Бадді Голлі  |
| Джозеф Пілато     | офіціант в образі Діна Мартіна |

## Український дубляж та багатоголосе закадрове озвучення

### Українське багатоголосе закадрове озвучення студії «Омікрон» на замовлення UATeam (2012)
Українською мовою озвучено студією Омікрон на замовлення креативної спільноти UATeam у 2012 році.
Ролі озвучили:
- Дмитро Завадський — Вінсент Вега
- Михайло Жонін — Джулс Вінфілд
- Наталія Романько — Міа Волес
- Борис Георгієвський — Марселлас Волес
- Павло Скороходько — «Гарбузик»
- Дмитро Расказов-Тварковський — Джиммі Джиммік
- Євген Малуха — капітан Кунс
- Андрій Твердак — Бутч Кулідж

### Українське багатоголосе закадрове озвучення студії «Так Треба Продакшн» на замовлення телекомпанії «ICTV» (2013)
Українською мовою озвучено студією Так Треба Продакшн на замовлення телекомпанії ICTV у 2013 році.
Ролі озвучили: Олег Стальчук — Вінсент Вега, Юрій Гребельник — Джулс Вінфілд, Володимир Терещук, Юлія Перенчук та інші.

### Український дубляж студії «Так Треба Продакшн» на замовлення телекомпанії «НЛО TV» (2019)
Українською мовою дубльовано студією Так Треба Продакшн на замовлення телекомпанії NLO TV у 2019 році.
- Ролі дублювали:
- Михайло Жонін — Вінсент Вега
- Роман Чорний — Джулс Вінфілд
- Євген Пашин — капітан Кунс
- Володимир Терещук — Бутч Кулідж
- Павло Скороходько — Ленс
- а також: Юлія Перенчук, Юрій Кудрявець, Вікторія Москаленко та інші

### Українськомовний дубляж студії «Le Doyen Studio» на замовлення vod-платформи «sweet.tv» (2021)
Українською мовою дубльовано студією Le Doyen на замовлення компанії sweet.tv у 2021 році.
Ролі дублювали:
- Юрій Ребрик — Вінсент Вега
- Олександр Шевчук — Джулс Вінфілд
- Наталія Романько — Міа Волес
- Кирило Нікітенко — Марселлас Волес
- Іван Розін — «Гарбузик»
- Дмитро Завадський — Джиммі Джиммік
- Олег Лепенець — Вінстон Вулф
- Михайло Войчук — капітан Кунс
- Роман Чорний — Брюс Вілліс

А також: Михайло Кришталь, Павло Скороходько, та інші

## Нагороди
- Золота пальмова гілка Каннського кінофестивалю (1994)
- Премія «Оскар» за найкращий сценарій (1995)
- У 1995 році кінофільм здобув нагороду MTV Movie Awards у номінації «Найкращий фільм»[3]